# Park Narodowy Ilha Grande

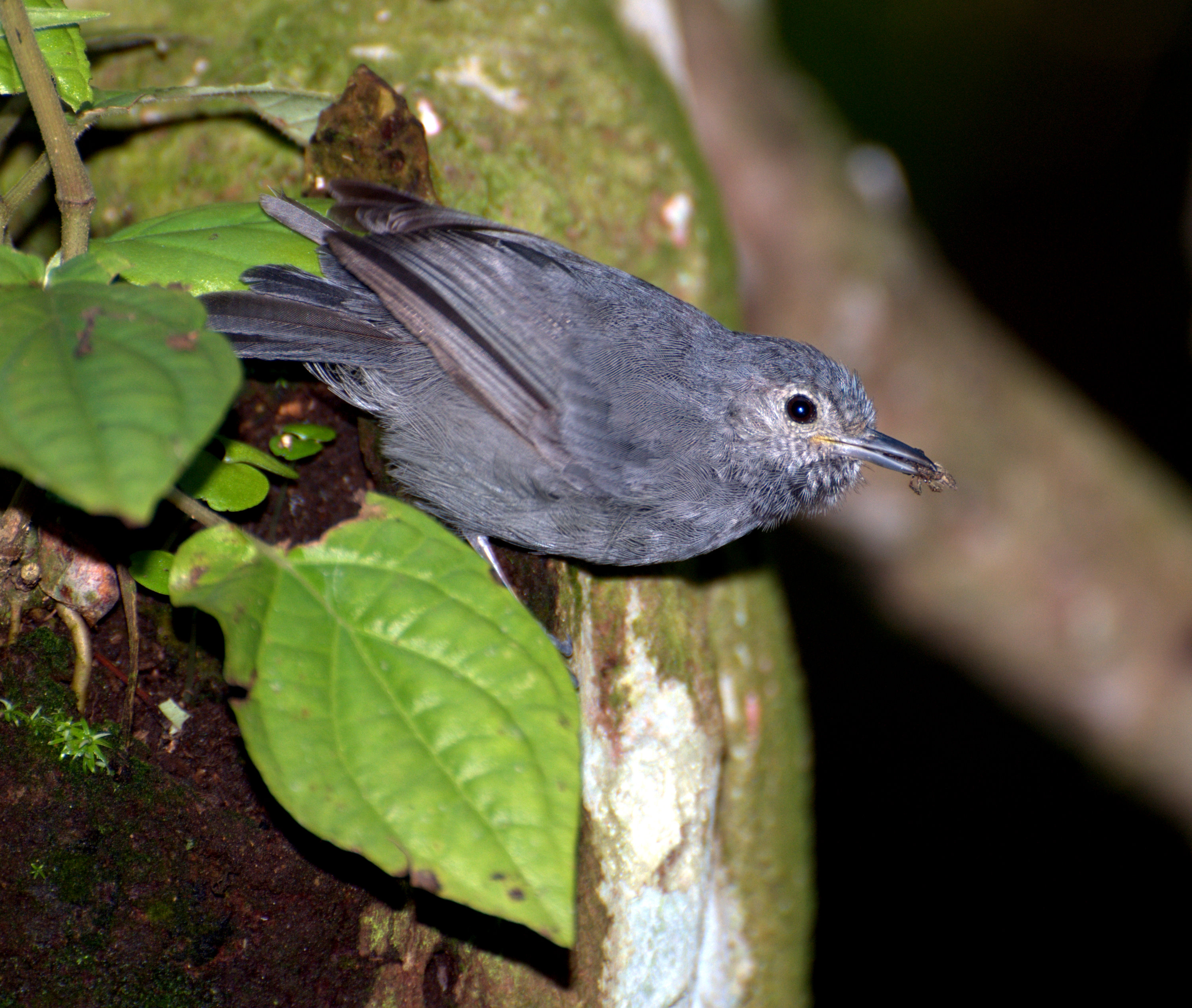
Mrówiaczek jednobarwny (Myrmotherula unicolor)

Park Narodowy Ilha Grande – park narodowy w Brazylii, na terenie stanów Parana i Mato Grosso do Sul. Obejmuje archipelag rzeczny w górnym biegu rzeki Parana. Powierzchnia parku wynosi 12 147 ha (121,47 km²). Od roku 2008 PN Ilha Grande w całości włączony jest do Important Bird Area o nazwie Ilha Grande. Porasta go głównie las namorzynowy. Znajduje się około 2,5 km od granicy z Paragwajem.

## Flora
Na obszarach zalewanych na terenie PN Ilha Grande występują niekorzystne warunki do wzrostu roślin. Spotykane są trawy z rodzin Cyperaceae i Poaceae (w tym proso) oraz krzewy z rodziny wiesiołkowate (Ludwigia). W strefie przybrzeżnej rośnie również pałka Typha domingensis. Najczęściej w skupiskach występuje Cyperus giganteus, Typha domingensis oraz dwa gatunki z rodzaju Paspalum (''Poaceae''), nieco rzadziej przedstawiciele Xyridaceae, Malvaceae, Mimosaceae, Juncaceae i Apocynaceae. Spotykane są również trawy z rodzaju Axonopus oraz krzewy z rodzaju Baccharis. Wśród drzew, wyrastających do 3-7 m, wymienić można Cecropia pachystachya, Inga marginata oraz Croton urucurana. Występują również bambusy z rodzaju Guadua.

## Awifauna
Od roku 2008 teren parku oraz okoliczny (łącznie 19 000 ha) uznawane są przez BirdLife International za IBA. Na obszarze występuje zagrożona amazonka tęczowa (Amazona rhodocorytha), trzy narażone gatunki – białogłowiec (Buteogallus lacernulatus), dzwonnik nagoszyi (Procnias nudicollis) oraz tangarka rajska (Tangara peruviana), a także cztery gatunki bliskie zagrożenia – kusacz samotny (Tinamus solitarius), bławatkowiec brazylijski (Lipaugus lanioides), mrówiaczek jednobarwny (Myrmotherula unicolor) i tangarka lazurowoskrzydła (Thraupis cyanoptera).